# Partula langfordi
Partula langfordi es una especie de molusco gasterópodo de la familia Partulidae en el orden de los Stylommatophora.

## Distribución geográfica
Es endémica de las Islas Marianas del Norte. 